# Jaume Vaquer
Jaume Vaquer es un farmacéutico mallorquín (Palma, 1966) que ejerce de crítico y editor de cómic, siendo en este campo uno de los mayores coleccionistas privados de originales de Europa.

## Biografía
Jaume Vaquer estudió la carrera de Farmacia en Barcelona, donde conoció a profesionales de la industria del cómic, como Sergi Gras y Miguel G. Saavedra, que entonces trabajaban en Ediciones Zinco. A través de ellos, colaboró con esta editorial y luego con Planeta DeAgostini, aportando artículos, traducciones y llevando secciones de correo con el lector.
En 1992, comenzó a comprar cómics originales a través de una revista especializada norteamericana. Su primera pieza fue un dibujo de Nick Furia, por el que  pagó 30.000 pesetas.
En su Palma de Mallorca natal, donde ejerce de farmacéutico, entabló contacto con Vicente García y ambos fundaron en 1994 la revista Dolmen, a la que, sin abandonar su labor para Planeta, empezó a aportar también artículos y reseñas.
Ha exhibido parte de su ingente colección en diversos festivales de cómic, destacando el de la Coruña, en cuyas ediciones de 2009 y 2010 comisarió sendas exposiciones sobre cómic de superhéroes y tiras de prensa, respectivamente.